# Mogoșoaia
Mogoșoaia è un comune della Romania di 5 483 abitanti, ubicato nel distretto di Ilfov, nella regione storica della Muntenia.

## Il Castello di Mogoșoaia
Il Castello di Mogoșoaia è il più importante monumento del comune, fatto costruire tra il 1698 ed il 1702 da Constantin Brâncoveanu in uno stile particolare che combina elementi veneziani e bizantini, chiamato stile rinascimentale romeno o addirittura Stile Brâncoveanu (Stil Brâncovenesc).
Il complesso venne ampiamente ristrutturato negli anni venti per opera della scrittrice Marthe Bibesco, che lo aveva avuto in dono dal marito, l'aviatore George Valentin Bibescu; ella spese molto del suo tempo nell'opera di restauro e nella scrittura dei libri che la descrivono.
Durante la Seconda guerra mondiale, il Principe Antoine Bibesco, cugino di George, e sua moglie Elizabeth, scrittrice di origine inglese, si rifugiarono nel castello, rifiutandosi di lasciare il paese nonostante le loro dichiarate idee antifasciste. Alla sua morte, avvenuta il 7 aprile 1945, Elizabeth Bibesco venne sepolta nella tomba di famiglia annessa al palazzo; la sua tomba riporta un'epigrafe in inglese che recita: My soul has gained the freedom of the night.
Oggli il Castello di Mogoșoaia è una frequentata meta turistica: il grande parco e le corti sono in ottimo stato di conservazione, ma l'interno palazzo è tuttora oggetto di un lungo restauro. Il palazzo occupa comunque, nella parte praticabile, un museo ed una galleria d'arte dedicati allo Stile Brâncoveanu (Muzeul de Artă Brâncovenească).

## Immagini del Castello

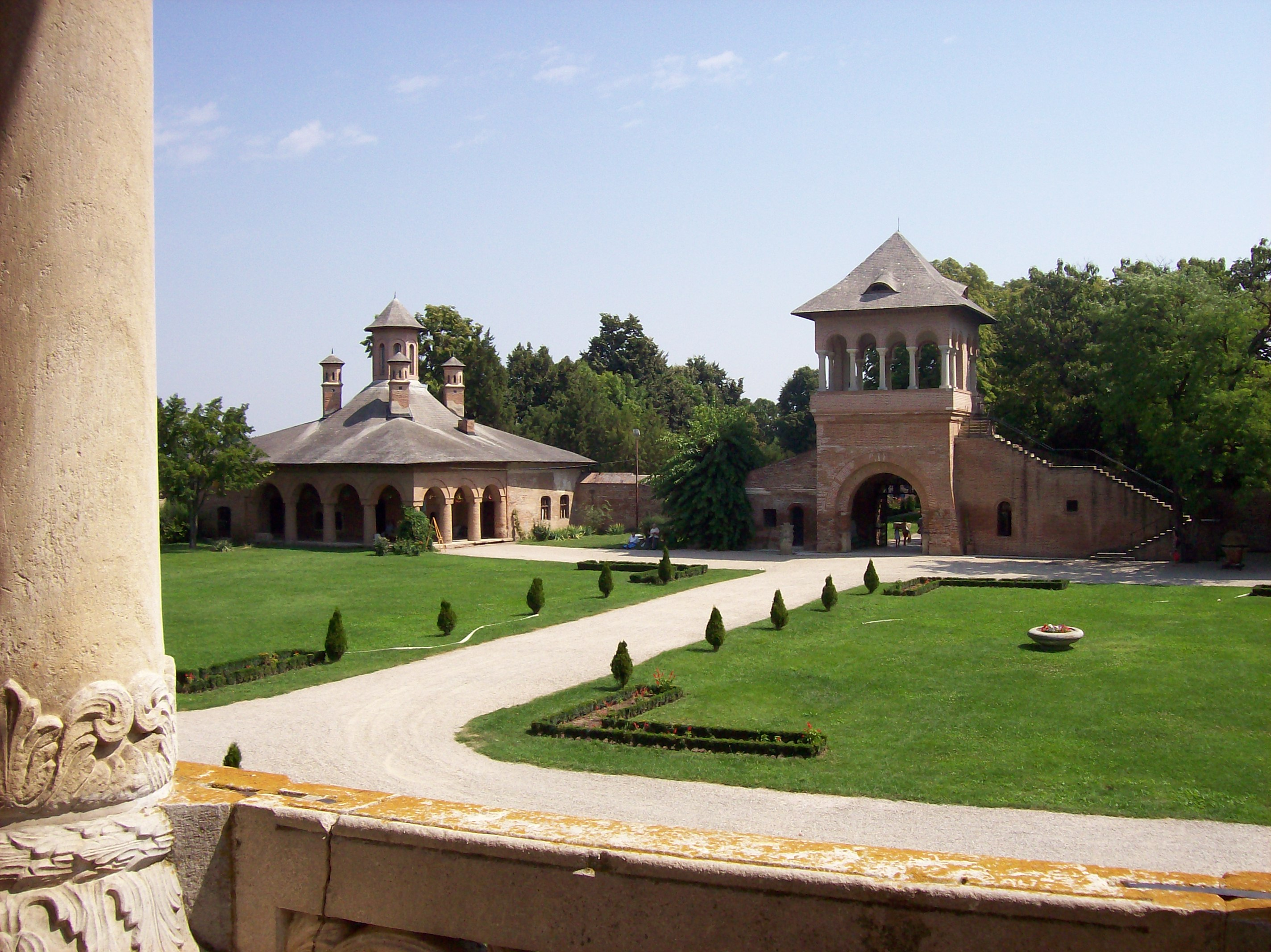
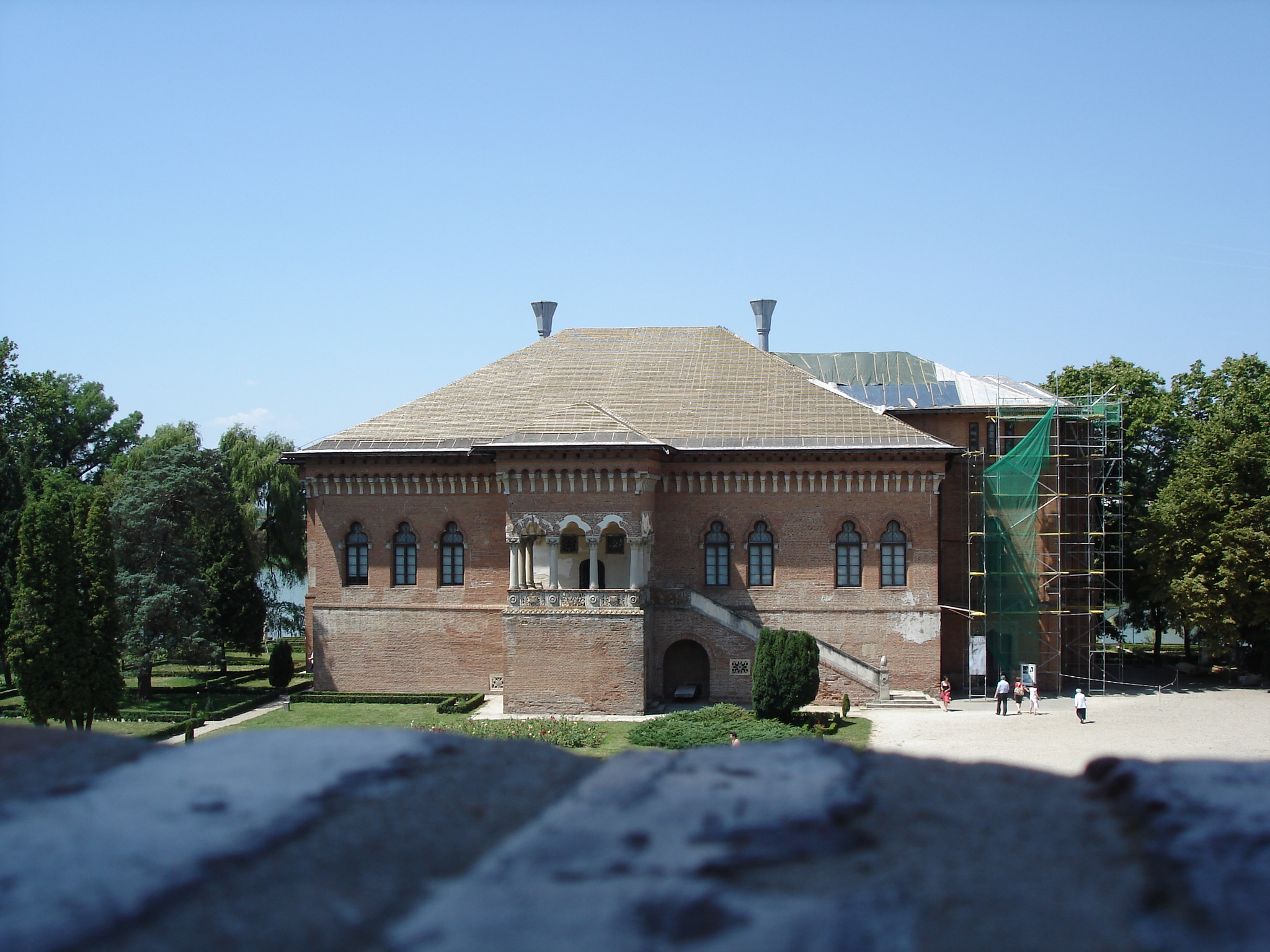
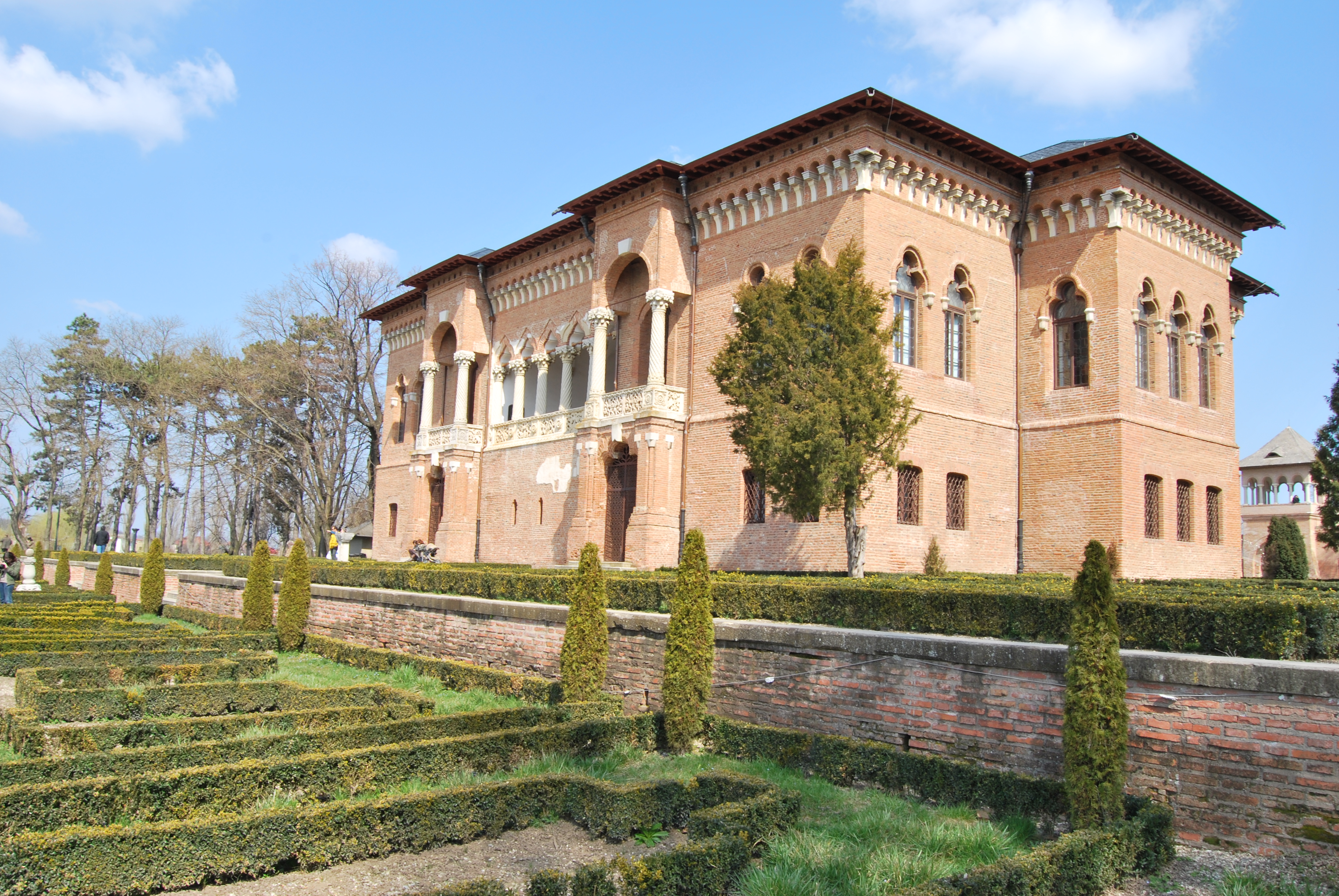
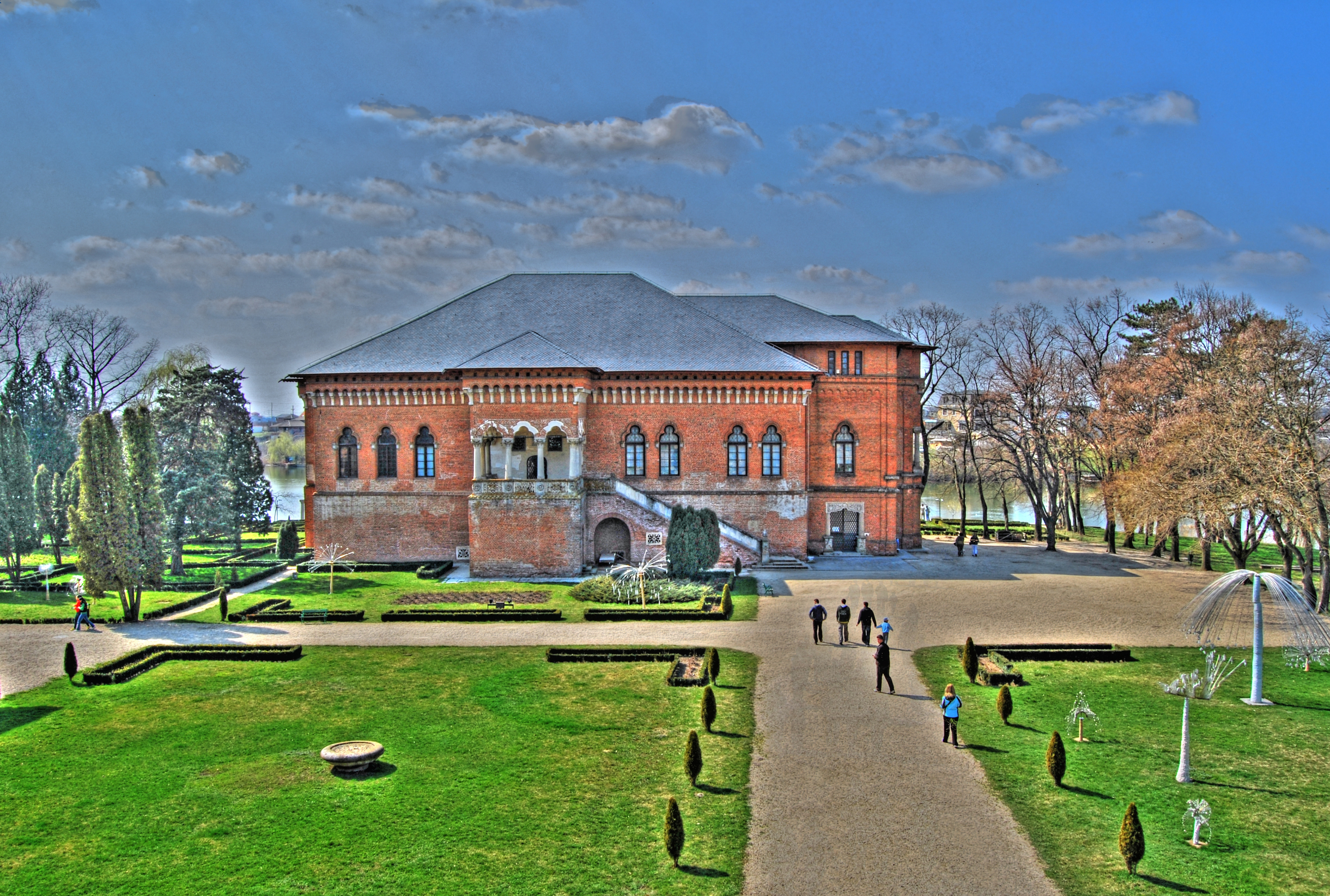